# دون سوندكويست
دون سوندكويست (بالإنجليزية: Don Sundquist)‏ هو سياسي أمريكي، ولد في 15 مارس 1936 في مولين في الولايات المتحدة. حزبياً، نشط في الحزب الجمهوري.

## مناصب
- في انتخابات مجلس النواب الأمريكي 1990 [الإنجليزية]‏، انتخب عضو مجلس النواب الأمريكي عن دائرة الدائرة الكونغرسية السابعة لتينيسي [الإنجليزية]‏ وقد انضم خلال فترته النيابية [الإنجليزية]‏ (3 يناير 1991 – 3 يناير 1993) للكتلة البرلمانية الحزب الجمهوري.
- في انتخابات مجلس النواب الأمريكي 1992 [الإنجليزية]‏، انتخب عضو مجلس النواب الأمريكي عن دائرة الدائرة الكونغرسية السابعة لتينيسي [الإنجليزية]‏ وقد انضم خلال فترته النيابية [الإنجليزية]‏ (5 يناير 1993 – 3 يناير 1995) للكتلة البرلمانية الحزب الجمهوري.
- انتخب حاكم تينيسي [الإنجليزية]‏ (1995 – 2003).
- انتخب عضو مجلس النواب الأمريكي عن دائرة الدائرة الكونغرسية السابعة لتينيسي [الإنجليزية]‏ (1983 – 1995).